# Torsjön (Solberga socken, Skåne)
Torsjön är en sjö i Skurups kommun i Skåne som ingår i Nybroån-Sege ås kustområde. Sjön har en area på 0,172 kvadratkilometer och ligger 25,3 meter över havet. Invid sjön ligger Torsjö herrgård och by.